# Vieno Sukselainen

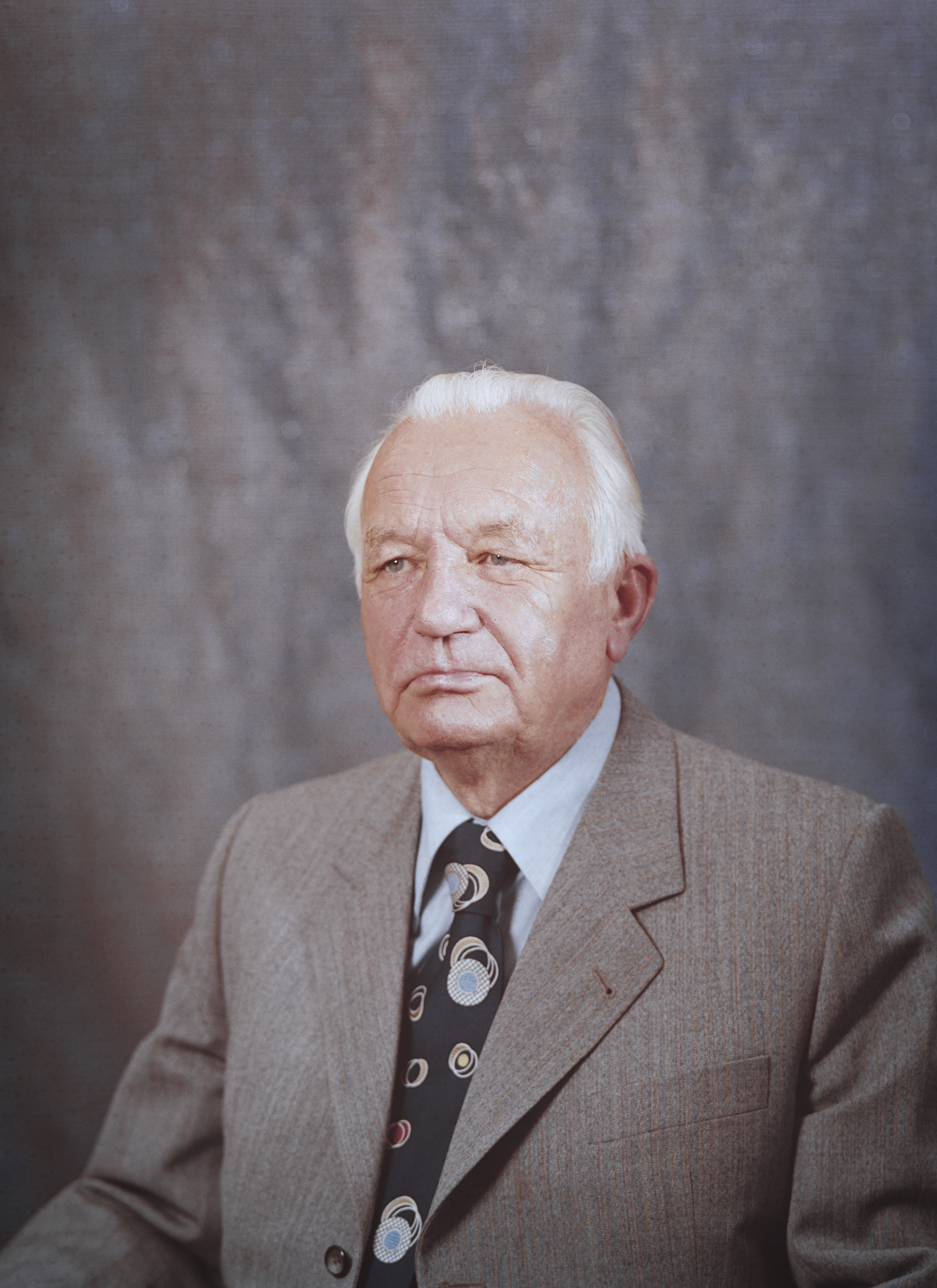
Vieno Sukselainen (1981)

Vieno Johannes Sukselainen (bis 1928: Saari; * 12. Oktober 1906 in Paimio; † 6. April 1995 in Lohja) war ein finnischer Politiker und Ministerpräsident.

## Studium und berufliche Laufbahn
Johannes „Jussi“ Sukselainen war nach dem Studium der Sozialwissenschaften an der Universität Tampere als Professor für Sozialwissenschaften sowie von 1969 bis 1978 als Rektor der Universität Tampere tätig.
Er war zu dem von 1954 bis 1971 Generaldirektor der Sozialversicherungsanstalt Kela.

## Politische Laufbahn

### Parteivorsitzender, Abgeordneter und Parlamentspräsident
Sukselainen begann seine politische Laufbahn 1945 mit der Wahl zum Vorsitzenden des Landbundes (ML). Dieses Amt übte er bis 1964 aus und wurde anschließend von Johannes Virolainen abgelöst, unter dem sich der Landbund 1965 in Zentrumspartei (KESK) umbenannte. Als solcher vertrat er die Interessen des Landbundes und später der KESK von 1948 bis 1970 sowie von 1972 bis 1978 als Abgeordneter des Reichstages.
Der Reichstag wählte ihn 1956 bis 1957, 1958, 1968 bis 1970 sowie 1972 bis 1975 zum Parlamentspräsidenten.

### Minister und Ministerpräsident
Von 1950 bis 1951 war Sukselainen Finanzminister und dann bis 1953 Innenminister im ersten Kabinett von Urho Kekkonen.
Am 27. Mai 1957 wurde er erstmals Ministerpräsident einer Koalitionsregierung aus Landbund (ML), Finnischer Volkspartei (LKP) sowie Schwedischer Volkspartei (SFP). Darüber hinaus berief er einige parteilose Minister in sein Kabinett. Allerdings musste diese Minderheitsregierung bereits am 29. Oktober 1957 wieder zurücktreten.
Am 13. Januar 1959 wurde er erneut Ministerpräsident einer Koalitionsregierung aus ML und SFP. Allerdings konnte sich diese Minderheitsregierung nur auf ein Viertel der Abgeordneten stützen und war darum instabil. Ein Misstrauensvotum der kommunistischen SKDL 1960 schlug fehl. Allerdings wurde Sukselainen nach einer elftägigen Übergangsregierung von Eemil Luukka am 14. Juli 1961 durch Martti Miettunen als Ministerpräsident abgelöst. 1961 war er auch kurzzeitig amtierender Außenminister.
Sein Rücktritt erfolgte aufgrund einer Verurteilung wegen „Amtsmißbrauchs zur eigenen Bereicherung“ vom OLG Helsinki am 28. Juni 1961 zum Schaden der von ihm geleiteten staatlichen finnischen Volkspensionsanstalt.